# Ghiacciaio Taylor (Terra Vittoria)
Il ghiacciaio Taylor è un ghiacciaio lungo circa 55 km situato nella regione centro occidentale della Dipendenza di Ross, nell'Antartide orientale. Il ghiacciaio, il cui punto più alto si trova a circa 1600 m s.l.m., nasce dall'Altopiano Antartico, con il flusso principale che si forma tra l'estremità occidentale della dorsale Asgard, a nord, e le montagne Quartermain, a sud, per poi fluire verso sud-est, virare verso nord-est nei pressi delle rocce Cavendish e infilarsi quindi nella valle di Taylor per scorrere verso est tra la dorsale Asgard, a nord, e i colli Kukri, a sud, fino a terminare il proprio percorso una volta arrivato al lago Bonney, a una trentina di chilometri dalla costa.

Lungo il percorso, al ghiacciaio Taylor si uniscono diversi altri ghiacciai suoi tributari, come il Turnabout, il Cassidy, il Liston e il Plummet.

## Caratteristiche
Contrariamente alla maggior parte dei ghiacciai antartici, ma come accade anche per altri ghiacciai delle valli secche di McMurdo, il ghiacciaio Taylor non è del tutto ghiacciato alla base e questo è probabilmente dovuto alla presenza di salamoie ipersaline presenti sotto di esso. Rilevazioni aeree dell'area effettuate con sensori acustici ed elettromagnetici hanno tra l'altro permesso di scoprire, al di sotto di uno strato di ghiaccio spesso circa 400 m e a diversi chilometri di distanza dal termine del ghiacciaio, la presenza di un antico bacino di acqua ipersalata che è tutto quello che rimane della parte di oceano Antartico che un tempo, quando il livello dei mari era più alto, occupava l'odierna valle di Taylor, e che circa 1,5-2 milioni di anni fa è stato isolato dal ghiacciaio Taylor durante la sua progressione dall'Altopiano Antartico alla costa. Secondo le due teorie più accreditate, una tale ipersalinità (pari a circa il 7% di NaCl) potrebbe derivare o da una crioconcentrazione del sale, che sarebbe avvenuta nell'acqua di mare quando quest'ultima è cristallizzata formando cristalli di ghiaccio puro ed espellendo i sali in essa disciolti man mano che la temperatura continuava a diminuire a causa dello scambio di calore con l'enorme massa di ghiaccio del ghiacciaio soprastante, o dell'evaporazione dell'acqua dalla superficie di laghi normalmente esposti al sole e situati in un ambiente polare estremamente secco come quello delle valli secche di McMurdo, che avrebbe creato le salamoie poi ricoperte dal ghiacciaio.

Come detto, quindi, nel suo fluire il ghiacciaio non gratta il suolo roccioso, bensì esso scorre su una specie di cuscinetto costituito da acque ipersaline subglaciali, asportando quindi meno detriti rispetto a quanto accade con i comuni ghiacciai antartici e portando di conseguenza a una minore erosione del terreno e alla formazione di morene meno voluminose. I ghiacciai di questo tipo, chiamati "cold-based", sono inoltre caratterizzati dall'avere una superficie molto meno ricca di crepacci dei ghiacciai che invece sono ghiacciati fino al suolo, denominati "wet-based", e fluiscono quasi come miele o colla, spinti in avanti dal loro stesso peso.

### Cascate di sangue
Talvolta, durante la stagione estiva, i movimenti del ghiacciaio Taylor, che preme sul sopraccitato lago sottostante, e il parziale riscaldamento della sua superficie permettono all'acqua del lago di risalire e scorrere all'interno di una rete chilometrica di canali presenti nel corpo del ghiacciaio per poi sgorgare fuori in corrispondenza del termine del ghiacciaio, dando origine a un fenomeno chiamato cascate di sangue.
Anche se inizialmente si pensava che tale fenomeno fosse dovuto alla presenza di una qualche alga rossa nell'acqua, in seguito è stato provato che in realtà esso è dovuto alla presenza nell'acqua di ossidi di ferro. Tali ossidi sono in particolare costituiti da ioni ferrici, Fe2+, che, una volta entrati in contatto con l'ossigeno atmosferico, si ossidano dando origine a ioni ferrosi, Fe3+, che colorano l'acqua di rosso. Si è inoltre scoperto che a loro volta questi ioni ferrici sono prodotti da batteri presenti nel bacino ipersalino, e che quindi sono in grado di resistere a condizioni di buio completo, freddo estremo e quasi totale assenza di ossigeno, che metabolizzano gli ioni ferrosi presenti nel terreno riducendoli per l'appunto a ioni ferrici utilizzando ioni solfato come catalizzatore, e mettendo quindi in atto dei meccanismi di sopravvivenza mai visti prima e, per quanto si sa, unici sul pianeta.

## Storia
Scoperto durante la spedizione Discovery, condotta dal 1901 al 1904 e comandata da Robert Falcon Scott, il ghiacciaio Taylor venne creduto parte del ghiacciaio Ferrar. Soltanto durante la spedizione Terra Nova, condotta dal 1910 al 1913 sempre al comando di Scott, ulteriori studi consentirono di capire che il ghiacciaio era autonomo. Scott decise quindi di intitolarlo al geologo australiano Thomas Griffith Taylor, leader della squadra occidentale che aveva esplorato proprio quell'area.
Nel tempo il ghiacciaio è stato meta di diverse spedizioni, effettuate tra le altre dall'Università della California di Berkeley, dall'Università del Tennessee e dall'Università del Texas di Austin, volte soprattutto a studiare e capire il sopraccitato fenomeno delle cascate di sangue. Nel dicembre del 2014, ad esempio, scienziati e ingegneri coordinati da Jill Mikucki, una geomicrobiologa dell'Università del Tennessee, utilizzando una sonda di fabbricazione tedesca chiamata IceMole sono riusciti a raggiungere il lago subglaciale e prelevare dei campioni di salamoia senza contaminare il fragile ecosistema lì presente (come invece avrebbe fatto una comune trivellazione). L'analisi di tali campioni ha rivelato la presenza di almeno 17 specie diverse di batteri in quelle acque, tutte incredibilmente capaci di sopravvivere in condizioni estreme. Una simile scoperta ha portato ancora più spedizioni a visitare il ghiacciaio Taylor, poiché la comprensione di come la vita abbia potuto adattarsi a un tale, proibitivo, ambiente potrebbe avere innumerevoli risvolti, compresi alcuni riguardanti l'astrobiologia.

## Conservazione
L'area del ghiacciaio Taylor e delle Cascate di sangue, per le sue proprietà fisiche uniche e la insolita ecologia microbica e geochimica, è stata designata come Area Specialmente Protetta dell'Antartide (codice ASPA 172).

## Mappe
Di seguito una serie di mappe in scala 1:250 000 realizzate dallo USGS:

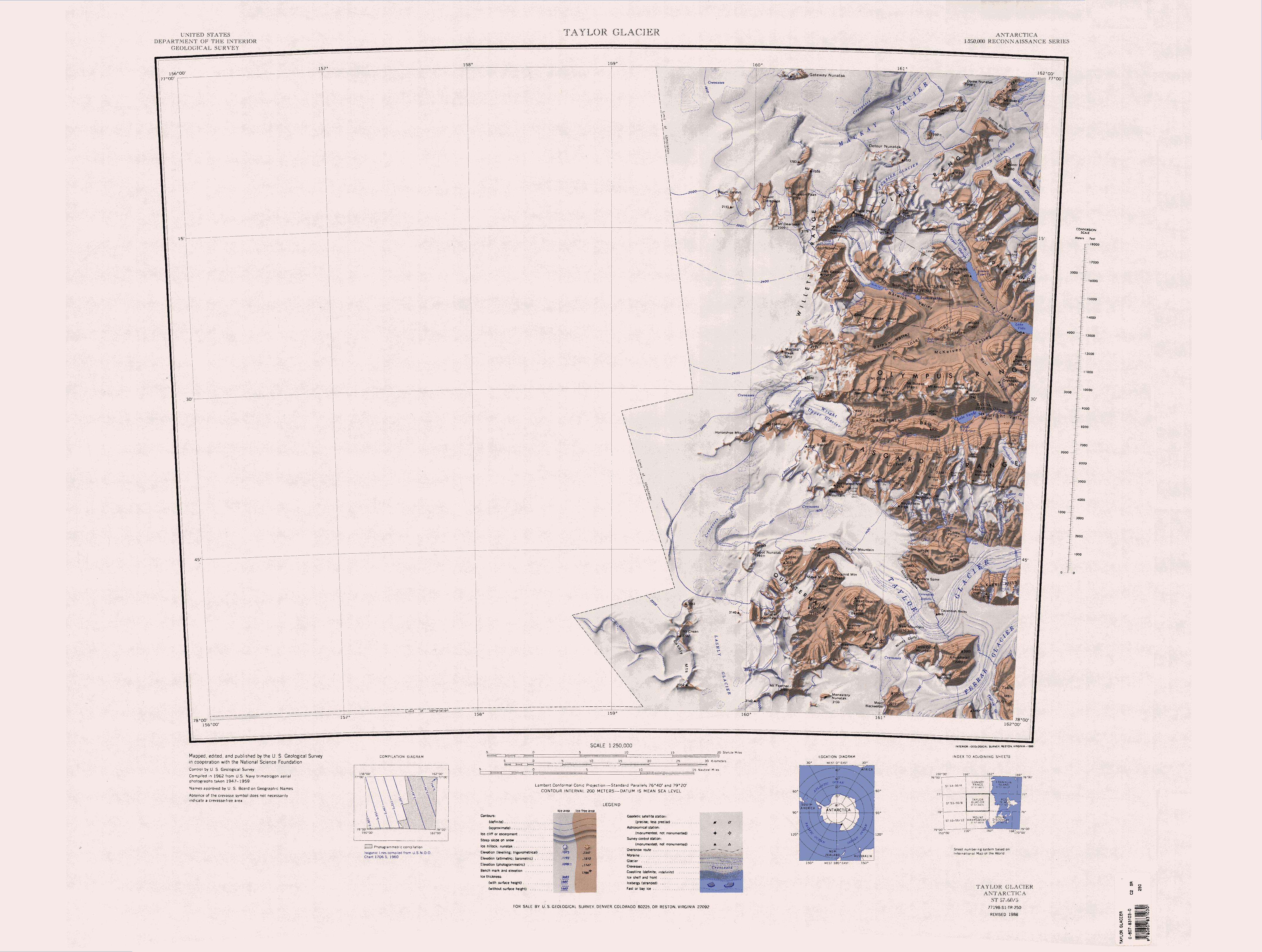
Nella parte sud-orientale di questa mappa si può vedere il tratto iniziale del flusso del Taylor.
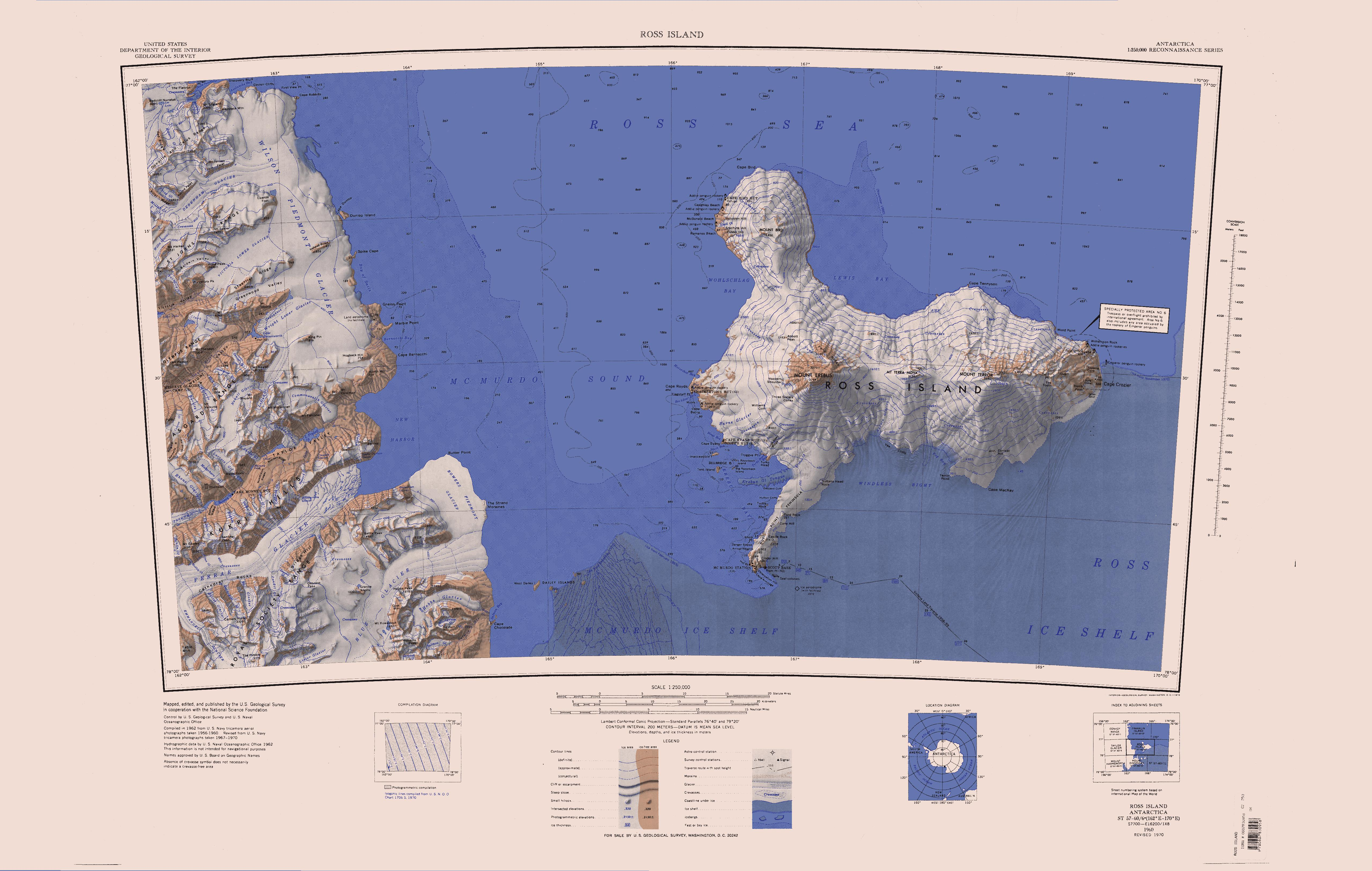
Nella parte sud-occidentale di questa mappa è possibile vedere la parte finale del flusso del Taylor.